# Michał Muzolf
Michał Muzolf, właśc. Stanisław Muzolf (ur. 4 lipca 1947 w Poznaniu) – polski basista big beatowy, rockowy i popowy.

## Życiorys
Wywodzi się z poznańskiego środowiska muzycznego, gdzie w latach 1964–1968 grał w zespole Tarpany, gdzie śpiewali: Edward Hulewicz, Halina Żytkowiak i Halina Frąckowiak. Grupa towarzyszyła w nagraniach także wykonawcom muzyki środka, takim jak Wiesława Drojecka czy René Glaneau.
Za sprawą Janusza Hojana – od lutego 1965 roku piosenki zespołu zaczęły gościć na antenie Polskiego Radia Poznań w audycji Grająca Szafa oraz wystąpił ponad 500 razy w programach  z cyklu Grająca Szafa" na estradzie, co przyniosło grupie popularność ogólnopolską. Choć Tarpany wykonywały ciekawsze utwory to największym przebojem formacji stało się beatowe opracowanie melodii ludowej pt. Siała baba mak, która w 1967 roku zajęła I miejsce w Telewizyjnej Giełdzie Piosenki.
Na początku 1968 roku zespół przestał istnieć.
W kwietniu 1968 roku został nowym basistą grupy Breakout (w miejsce Janusza Zielińskiego) z którą w czerwcu tegoż roku po raz pierwszy wyjechał na pięciomiesięczne tournée po klubach Holandii, Belgii oraz Luksemburgu. W Holandii poznał swą przyszłą żonę, wokalistkę Mariolein, zaś w Rotterdamie wystąpił wraz zespołem obok brytyjskiej grupy Small Faces.
Po powrocie do kraju Breakout przypomniał się publiczności w grudniu 1968 roku, biorąc udział w Telewizyjnej Giełdzie Piosenki zaprezentowano kompozycję Tadeusza Nalepy do słów Jacka Grania pt. Gdybyś kochał, hej!, zapowiadająca przyszłą premierę albumu Na drugim brzegu tęczy (przed realizacją płyty długogrającej z grupy odszedł Krzysztof Dłutowski, zaś kilkuletnią współpracę z formacją rozpoczął saksofonista jazzowy Włodzimierz Nahorny).
Występ podczas VII KFPP Opole '69 (Nagroda Polskiej Federacji Jazzowej dla zespołu i W. Nahornego), zwycięstwo na II Młodzieżowym Festiwalu Muzycznym o Złotą Kotwicę Sopockiego Lata 1969, a następnie występ na XII Jazz Jamboree oraz częsta prezentacja nagrań zespołu w Polskim Radiu, koncerty, ankiety czasopism Jazz i Musicorama na najpopularniejszych wykonawców roku 1969, w których Breakout zdetronizował Skaldów, zaś album Na drugim brzegu tęczy w plebiscycie tego drugiego pisma, zwyciężyła w kategorii Album roku) i dobre recenzje przyczyniły się do szybkiego ugruntowania pozycji Breakoutu na krajowej scenie.
Jednakże w sierpniu 1969 roku basista odszedł z zespołu i jesienią wystartował z własną grupą Mariolein Suggestic, którą oprócz niego tworzyli: Mariolein (śpiew), Mirosław Lasoń (eks-Pięciu; gitara, śpiew), Marian Zimiński (eks-Akwarele; organy, pianino) i Jerzy Tumidajski (eks-Bizony; perkusja).
Dzięki kilku nagraniom zarejestrowanym w Rozgłośni PR w Poznaniu oraz popularności piosenkarki Mariolaine w Holandii, agencja koncertowa Holland Telstar zaprosiła zespół w kwietniu 1970 roku na półroczne występy do Kraju Tulipanów.
Tam zmienili oni nazwę swojej grupy i jako Hard Road koncertowali, występując w licznych klubach, głównie w zachodniej części kraju, m.in. w The Roadside Club w Scheveningen, Lido w Amsterdamie czy w Des Ponderosa.
Kolejny wyjazd Hard Roadu do Holandii miał miejsce w grudniu, gdzie zespół występował m.in. z grupą Christie. Ostatecznie koncert w Paradiso zostaje odwołany, ponieważ niektórzy członkowie zespołu, postanowili wrócić do Polski.
Po powrocie do kraju zespół osiadł w rodzinnym mieście muzyka - Poznaniu i opracował nowy program, w którym anglojęzyczny dotąd repertuar zostały wyparte przez autorskie kompozycje członków zespołu. Z nowym programem i w nowym składzie (, który oprócz Mariolaine (śpiew), Michała Muzolfa (gitara basowa) i Mirosława Lasonia (gitara), współtworzyli teraz także: Mirosław Polarek (eks-Niebiesko-Czarni) – saksofon, flet i Józef Hajdasz (eks-Breakout) – perkusja) formacja wystąpiła w poznańskim klubie Agora (kwiecień 1971), by następnie odbyć trasę koncertową po Polsce. W maju 1971 roku miejsce Lasonia zajął gitarzysta Jerzy Kosmowski (eks-Bardowie) i wówczas grupa wystąpiła na prestiżowym „Balu Wiosennym” zorganizowanym przez warszawski Pagart – obok Niemen Enigmatic, Klan i Dżamble. Pomimo znaczących występów, zespół został rozwiązany w 1972 roku.
Poznański instrumentalista znalazł zatrudnienie w zespole instrumentalnym Jerzego Miliana, lecz w 1974 roku wraz z żoną Mariolein powrócił do Holandii, gdzie był gitarzystą basowym zespołów Cuby & the Blizzards i The Rocking Tigers z Groningen.

## Wybrana dyskografia[1]
Z zespołem Tarpany
Nagrania płytowe
- 06. 1966: Siała baba mak (SP, Polskie Nagrania „Muza” – SP-176)
- 06.1966: Różni wykonawcy – Coctail Młodości: Siała baba mak (LP, Pronit – XL 0417)
- 03. 1967: René Glaneau – Mały człowiek / Mój Paryż / Bo odkąd swą dziewczynę mam / Wracaj, ja czekam cię (EP Pronit – N-0492)

Nagrania radiowe
- 04.1965: Wiem, że nie wrócisz, All My Loving, Rękę swoją podaj, Gdy już odeszłaś
- 02.1966: Ty masz swoje troski [You’ve Got Your Troubles] (voc. Tarpany), Jak ty (voc. Tarpany), Ratuszowy zegar (instr.), Wczorajszy człowiek [Yesterday Man] (voc. Edward Hulewicz), Krzyk księżyca (instr.), Polka (instr.), Złap nas jeśli chcesz [Catch Us If You Can] (voc. Klaudiusz Maga), Znów wracają wspomnienia [Here It Comes Again] (voc. E. Hulewicz)
- 03.1966: Noc (voc. Wiesława Drojecka), Anatol (voc. W. Drojecka)
- 06.1966: Przyjdę do ciebie (voc. K. Maga i Adam Adamski), Cień i ty (voc. Halina Frąckowiak), Dobre rady (voc. Halina Żytkowiak i A. Adamski), Siała baba mak (voc. E. Hulewicz), Wczorajszy dzień i ty (voc. W. Drojecka);
- 11.1966: Samotna droga (voc. W. Drojecka), Merci cheri (voc. W. Drojecka)
- 02.1967: I Got You (I Feel Good) (voc. Jerzy Korman), Kwiatki (voc. J. Korman), Walizki (voc. J. Korman), Bajki (voc. E. Hulewicz)
- 10.1967: Spadła gwiazda (voc. E. Hulewicz), Tarcie chrzanu (voc. E. Hulewicz)

Z zespołem Breakout
Nagrania płytowe
- 1969: Gdybyś kochał, hej! / Za siódmą górą (SP, Pronit – SP-191)
- 1969: Poszłabym za tobą / Na drugim brzegu tęczy (SP, Pronit – SP-240)
- 1969: Na drugim brzegu tęczy (LP, Pronit – XL/SXL 0531)
- 2016: Za siódmą górą. Niepublikowane nagrania z lat 1968–1969 (CD, Kameleon Records – KAMCD 42 / KAMDVD 06 / KAMLP 14)

Z zespołem Mariolein Suggestic / Hard Road
Nagrania radiowe
- Let It Be Me (z rep. Gilberta Bécaud, pierwszego wykonawcy tej piosenki)[6]
- Tramp
- Knock On Wood (z rep. Eddiego Floyda)[7]
- River Deep – Mountain High (z rep. duetu Ike & Tina Turner)[8]
- Wring That Neck (z rep. Deep Purple)[9]
- Mgła
- Otwórz niebo